# Новая Каменка (Пензенская область)
 Новая Каменка  — деревня Пензенского района Пензенской области. Входит в состав Старокаменского сельсовета.

## География
Находится в центральной части Пензенской области на расстоянии приблизительно 15 км по прямой на север от районного центра села Кондоль.

## История
Основана помещиком как выселок из Старой Каменки Пензенского уезда. В середине XIX веке при деревне находились 4 поташных завода и один винокуренный. В 1910 году 89 дворов. В 1955 году — центральная усадьба колхоза «Коммунар». В 2004 году — 26 хозяйств.

## Население
Численность населения: 332 человека (1864), 532 (1926), 596 (1930), 283 (1959), 125 (1979), 64 (1989), 44 (1996). Население составляло 45 человек (русские 100 %) в 2002 году, 28 в 2010.